# Tommy Dewar
Thomas „Tommy“ Dewar (* 10. Juni 1913 in Frobisher, Saskatchewan; † 23. Juli 1982 in Calgary, Alberta) war ein kanadischer Eishockeyspieler. Bei der Eishockey-Weltmeisterschaft 1934 gewann er als Mitglied der kanadischen Nationalmannschaft die Goldmedaille. Er absolvierte für die New York Rangers neun Spiele in der National Hockey League.

## Karriere
Tommy Dewar begann seine Karriere bei den Moose Jaw Cubs in der Southern Saskatchewan Junior Hockey League, wo er bis 1934 aktiv war. Nach der Weltmeisterschaft 1934 blieb er einige Zeit in Europa und spielte einige Zeit bei BKE Budapest in Ungarn. Nach seiner Rückkehr nach Kanada stand er in der Northern Saskatchewan Senior Hockey League auf dem Eis, bevor er 1936 noch einmal nach Europa wechselte, wo er in England bei den Earle Court Royals spielte. 1937 kehrte er endgültig nach Nordamerika zurück. Nach zwei Jahren bei den Moose Jaw Millers, mit denen er 1938 die Southern Saskatchewan Senior Hockey League gewann, und vier Jahren in Calgary, wechselte er nach New York, wo er unter anderem neun Spiele in der National Hockey League absolvierte, bevor er 1943 seine Karriere beendete.

### International
Für Kanada, das beim Turnier durch die Saskatoon Quakers vertreten wurde, nahm Dewar an der Weltmeisterschaft 1934 in St. Moritz teil, bei der er mit seiner Mannschaft die Goldmedaille gewann.

## Erfolge und Auszeichnungen
- 1934 Goldmedaille bei der Weltmeisterschaft
- 1938 Gewinn der Southern Saskatchewan Senior Hockey League mit den Moose Jaw Millers